# Christians Sogn (Sønderborg Kommune)
 For alternative betydninger, se Christians Sogn. (Se også artikler, som begynder med Christians Sogn)
Christians Sogn er et sogn i Sønderborg Provsti (Haderslev Stift).
I 1957 blev Christians Sogn udskilt fra Sankt Marie Sogn, som lå i Sønderborg Købstad, der kun geografisk hørte til Als Sønder Herred i Sønderborg Amt. Sønderborg Købstad blev ved kommunalreformen i 1970 kernen i Sønderborg Kommune.
I 1973 blev Christianskirken færdig.
I sognet findes følgende autoriserede stednavne:
- Nystaden (bebyggelse)